# 조건법
조건법(Conditional mood, 약어 cond)은 조건문에 사용되는 서법으로, 어떤 조건(반사실적일 수도 있음)에 따라 그 유효성이 달라지는 명제를 표현한다.
이는 종속절이나 전건에서 적절한 조건적 상황을 표현하는 별개의 동사 (품사) 형태(예: 튀르키예어나 아제르바이잔어)를 나타낼 수도 있고, 독립절이나 후건에서 그에 수반되는 가상의 상태나 불확실한 사건을 표현하거나(예: 헝가리어나 핀란드어), 또는 둘 다를 나타낼 수도 있다. 일부 언어는 둘 이상의 조건법을 구별한다. 예를 들어 동아프리카 언어인 하자어는 가능성을 나타내는 잠재 조건법과 확실성을 나타내는 진리치적 조건법을 가지고 있다. 다른 언어들은 아예 조건법이 없다. 언어 교육과 같은 일부 비공식적인 맥락에서는 "조건 시제"라고 불리기도 한다.
일부 언어에서는 "조건법"이라고 불리는 동사 형태가 있지만, 그 사용이 조건 표현에만 국한되지는 않는다. 예를 들어 영어 동사와 프랑스어 동사의 조건법(영어에서는 분석어 구성이지만, 프랑스어에서는 굴절된 동사 형태)은 형태론적으로 과거-미래 시제이다. 이들 각각은 "이른바 조건법"이라고 불린다. (프랑스어: soi-disant conditionnel) 현대 및 동시대 언어학에서 (예: 프랑스어 je chanterais, 후기 라틴어 cantāre habēbam에서 유래, si vous me le permettiez, je chanterais "당신이 허락한다면, 나는 노래할 텐데" [이른바 조건법] vs. j'ai dit que je chanterais "나는 노래할 것이라고 말했다" [과거-미래 시제]). 영어의 would 구성은 과거의 습관적 행동을 표현하는 데도 사용될 수 있다("When I was young I would happily walk three miles to school every day").
이 문서에서는 특정 언어에서 동사의 조건형성 방법을 설명한다. 조건문 구성에 대한 자세한 내용은 조건문 (특히 영어는 영어 조건문)을 참조하라.

## 게르만어군

### 영어
영문법은 굴절적 (형태론적) 조건법이 없으며, 이는 영어 조동사 could, might, should, would가 특정 문맥에서 각각 can, may, shall, will의 조건형으로 간주될 수 있는 정도에 불과하다. 영어의 조건법(또는 단순히 조건법)이라고 불리는 것은 조동사 would를 뒤따르는 동사의 부정사 원형과 결합하여 분석적으로 형성된다. (때때로 주어가 1인칭일 경우 would 대신 should가 사용되기도 한다. – shall과 will을 참조하라. 또한 앞서 언급된 조동사 could, might, should는 조건성 외에 적절한 양태를 표현하기 위해 would를 대체할 수 있다.)
영어에는 세 가지 유형의 조건문이 있으며, 이는 사실적 ("조건법 0": "When I feel well, I sing"), 예측적 ("조건법 I": "If I feel well, I shall sing"), 그리고 반사실적 ("조건법 II" 또는 "조건법 III": "If I felt well, I would sing"; "If I had felt well, I would have sung"; 또는 "Were I well (if I were well) I would have sung")으로 설명될 수 있다. 다른 많은 언어에서와 마찬가지로, 반사실적 유형만이 조건법이 사용되게 한다.
조건성은 여러 시상 형태로 표현될 수 있다. 이들은 단순 조건법(would sing), 조건 진행법(would be singing), 조건 완료법(would have sung), 조건 완료 진행법(would have been singing)이다. 이들의 사용법은 영어 동사 형태의 사용을 참조하라. 조건 단순 및 진행형은 현재 조건법이라고도 불리며, 완료형은 과거 조건법이라고 불릴 수 있다.
영어의 조건절 및 문장 형성 방법에 대한 자세한 내용은 영어 조건문을 참조하라.

### 독일어
독일어에서 다음 동사 구문은 때때로 조건법(독일어: Konditional)으로 불린다:
- Konjunktiv II, 영어의 현재 조건법에 해당한다. 모음 변화를 통해 형성되거나, 조동사 werden이 가정법 형태로 사용되고 그 뒤에 부정사가 온다:[8]

Ich käme ("나는 올 것이다")
Ich würde kommen ("나는 올 것이다")
- Konjunktiv II, Plusquamperfekt는 영어의 과거 조건법에 해당한다. 이것은 완료 구문의 한 형태로, 주동사에 따라 조동사 haben 또는 sein의 형태와 주동사의 과거 분사를 함께 사용한다. 이 경우 조동사는 과거 가정법 형태를 취한다: hätte/st/t/n (haben의 경우) 또는 wäre/st/t/n (sein의 경우).[9]

Ich hätte gesungen ("나는 노래했을 것이다", 즉 "나는 노래했을 텐데")
Sie wären gekommen ("그들은 왔을 것이다", 즉 "그들은 왔을 텐데")
더 자세한 정보는 독일어 동사활용을 참조하라.

### 네덜란드어
네덜란드어의 주요 조건 구조는 미래 시제의 조동사인 동사 zullen의 과거 시제를 포함하며, 영어의 'shall'과 동족어이다.
Ik zou zingen '나는 노래할 것이다', 직역: '나는 노래해야 한다' — onvoltooid verleden toekomende tijd '불완전 과거 미래 시제'라고 불린다.
Ik zou gegaan zijn '나는 갔을 것이다', 직역: '나는 갔어야 한다' — voltooid verleden toekomende tijd '완료 과거 미래 시제'라고 불린다.
후자의 시제는 때때로 과거 완료(plusquamperfect)로 대체된다.
Ik was gegaan, 직역: '나는 갔었다'

## 로망스어군
라틴어는 조건법에 대해 별도로 굴절하지 않았지만(현재 조건법에는 불완전 시제를, 완전 조건법에는 과거 완료 가정법을 사용했다), 대부분의 로망스어군은 조건법 패러다임을 발전시켰다. 이러한 형태들(그리고 혁신적인 로망스어 미래 시제 형태들)의 진화는 구문론적으로나 의미론적으로 독립적인 단어가 의미 기능이 크게 축소된 유계 형태소가 되는 문법화의 잘 알려진 예이다. 로망스어 조건법(및 미래) 형태는 라틴어 부정사에 동사 habēre의 유한형이 뒤따르는 방식으로 파생되었다. 이 동사는 원래 고전 라틴어에서 "가지다"를 의미했지만, 후기 라틴어에서는 시제 또는 양태 조동사로서 문법적 용법을 띠게 되었다. 어순 고정(부정사 + 조동사)과 habēre의 굴절형의 음운론적 축소는 결국 두 요소가 단일한 합성 형태로 융합되는 결과를 낳았다.
프랑스어, 스페인어, 포르투갈어, 카탈루냐어, 오크어에서 조건법 어미는 라틴어 habēre의 불완전 시제에서 유래한다. 예를 들어, 1인칭 단수에서:
| 언어          | 예시             |
| ------------- | ---------------- |
| 후기 라틴어   | cantāre habēbam  |
| 통속 라틴어   | *cantar-ea       |
| 옛 이탈리아어 | cantarìa         |
| 스페인어      | cantaría         |
| 포르투갈어    | cantaria         |
| 카탈루냐어    | cantaria         |
| 오크어        | cantariái        |
| 프랑스어      | chanterais       |
| 고대 프랑스어 | chantereie, -eve |

두 개의 독립된 동사가 역사적으로 존재했음을 보여주는 흔적은 유럽 포르투갈어의 보수적인 변이형에서 mesoclisis 가능성으로 여전히 볼 수 있다. 여기서 목적어 대명사는 동사 어간과 조건형 어미 사이에 나타날 수 있다(예: cantá-lo-ia; 포르투갈어 인칭대명사 § 선행사, 후행사 및 중간사 참조).

### 이탈리아어
구 이탈리아어는 원래 세 가지 다른 형태의 조건법을 가지고 있었다:
- 하나는 라틴어 habēre의 완료 시제에서 파생된 부정사 + 조건법 어미를 기반으로 한 것(토스카나 유형), 예: canterebbe - 그는 노래할 것이다 (문자 그대로 '그는 노래해야 했다'에서 유래);
- 하나는 라틴어 habēre의 불완전 시제에서 파생된 부정사 + 조건법 어미를 기반으로 한 것(시칠리아/프로방스 유형), 예: cantarìa (문자 그대로 '그는 노래를 가졌어야 했다'에서 유래);
- 하나는 라틴어 과거완료에서 직접 파생된 것, 예: cantàra (문자 그대로 '그는 노래했다'에서 유래).

현대 이탈리아어에는 토스카나 형태만이 남아있다:
미래 어간 canter- + 옛 이탈리아어 직설법 과거 abbe '그/그녀는 가졌다' > 옛 이탈리아어 canterabbe '그/그녀는 노래했을 것이다' > 이탈리아어 canterebbe '그/그녀는 노래할 것이다'
두 번째와 세 번째 유형은 서서히 사라져 19세기까지 일부 시적 작품에서 운율적 필요에 의해 남아있었다.

### 루마니아어
루마니아어는 조건법에 대해 구어적 구조를 사용한다. 예: 1인칭 단수 aș, 2인칭 단수 ai, 3인칭 단/복수 ar, 1인칭 복수 am, 2인칭 복수 ați + cânta '노래하다'. 조동사 대명사는 라틴어 habēre의 형태를 혼합한다:
- ai, am, ați (조동사 대명사가 아니라면)은 아마도 라틴어 불완전 시제에서 유래한 것으로 추정된다(*eas, eamus, eatis < habēbās, habēbāmus, habēbātis);
- ar (< 오래된 ară, are)은 불완전 가정법에서 유래했다고 주장된다(3인칭 단수 'habēret 및 3인칭 복수 habērent); 그리고
- aș (< 오래된 ași)는 로망스어 불완전 가정법의 기초를 형성했던 라틴어 과거완료 가정법 habessim(이탈리아어 불완전 가정법 avessi, 프랑스어 eusse와 비교)을 계승한다.[12]

반면에 옛 루마니아어는 vrea '원하다'의 불완전 시제 + 동사로 된 구어적 구조를 사용했다. 예: vrea cânta '나는 노래할 것이다', vreai cânta '너는 노래할 것이다' 등. 17세기까지 옛 루마니아어는 또한 합성 조건법을 유지했다. 예: cântare '나는 노래할 것이다', cântarem '우리는 노래할 것이다', darear '그는 줄 것이다'. 이는 라틴어 미래 완료 또는 완료 가정법 (또는 둘의 혼합)에서 유지된 것이다. 아로마니아어와 이스트로-루마니아어는 동일한 합성 조건법을 유지해왔다:
- 아로마니아어: s-cãntárimu '나는 노래할 것이다', s-cãntári(și), s-cãntári, s-cãntárimu, s-cãntáritu, s-cãntári; 그리고
- 이스트로-루마니아어: aflår '나는 찾을 것이다', aflåri, aflåre, aflårno, aflåritu, aflåru.[15]

### 포르투갈어
포르투갈어에서 조건법은 주동사의 부정사에 habēre의 불완전형이 접미된 형태로 형성된다. 그러나 구어에서는 구어적 형태도 매우 흔하다.
| 문법적 인칭 | falar '말하다'                           | comer '먹다'                             | rir '웃다'                         |
| ----------- | ---------------------------------------- | ---------------------------------------- | ---------------------------------- |
| Eu          | Falaria / Iria falar / Ia falar          | Comeria / Iria comer / Ia comer          | Riria / Iria rir / Ia rir          |
| Tu          | Falarias / Irias falar / Ias falar       | Comerias / Irias comer / Ias comer       | Ririas / Irias rir / ias rir       |
| Ele/Ela     | Falaria / Iria falar / Ia falar          | Comeria / Iria comer / Ia comer          | Riria / Iria rir / Ia rir          |
| Nós         | Falaríamos / Iríamos falar / Íamos falar | Comeríamos / Iríamos comer / Íamos comer | Riríamos / Iríamos rir / Íamos rir |
| Vós         | Falaríeis / Iríeis falar / Íeis falar    | Comeríeis / Iríeis comer / Íeis comer    | Riríeis / Iríeis rir / Íeis rir    |
| Eles/Elas   | Falariam / Iriam falar / Iam falar       | Comeriam / Iriam comer / Iam comer       | Ririam / Iriam rir / Iam rir       |

포르투갈어의 조건법은 과거의 미래 futuro do pretérito라고도 불리는데, 이는 특정 조건이 주어질 경우 발생할 것으로 예상되는 추측과 과거 시점에서 미래에 일어날 행동을 모두 나타내기 때문이다. 조건법이 전자의 목적을 가질 때는 과거 가정법에 조건 종속절이 반드시 함께 온다.
조건법은 선행사가 금지될 때 중간사를 요구하는 두 가지 포르투갈어 시제 중 하나이며, 이는 후행사가 항상 비문법적으로 간주되기 때문이다.
- Não o falaríamos/ Não te falaríamos (우리는 그것을 말하지 않을 것이다/ 우리는 너에게 그것을 말하지 않을 것이다) 선행사의 문법적 사용.
- Falá-lo-íamos/ Falar-te-íamos (우리는 그것을 말할 것이다/ 우리는 너에게 그것을 말할 것이다) 중간사의 문법적 사용.
- O falaríamos/ Te falaríamos (우리는 그것을 말할 것이다/ 우리는 너에게 그것을 말할 것이다) 선행사의 비문법적 사용.
- Falaríamo-lo/ Falaríamo-te (우리는 그것을 말할 것이다/ 우리는 너에게 그것을 말할 것이다) 후행사의 비문법적 사용.

### 스페인어
스페인어에서 조건법은 모든 동사에 대해 동사의 부정사에 접미사(-ía)를 붙여서 형성된다. 스페인어 불규칙 동사의 경우, 어간이 변형된다.
| 문법적 인칭         | comprar '사다' | vender '팔다' | dormir '자다' | tener '가지다' | 의미                        |
| ------------------- | -------------- | ------------- | ------------- | -------------- | --------------------------- |
| yo                  | compraría      | vendería      | dormiría      | tendría        | 나는 ...할 것이다           |
| tu                  | comprarías     | venderías     | dormirías     | tendrías       | 너는 ...할 것이다           |
| él/ella/usted       | compraría      | vendería      | dormiría      | tendría        | 그/그녀/당신은 ...할 것이다 |
| nosotros            | compraríamos   | venderíamos   | dormiríamos   | tendríamos     | 우리는 ...할 것이다         |
| vosotros            | compraríais    | venderíais    | dormiríais    | tendríais      | 너희는 ...할 것이다         |
| ellos/ellas/ustedes | comprarían     | venderían     | dormirían     | tendrían       | 그들은 ...할 것이다         |

## 슬라브어군

### 러시아어
러시아어 문법에서 조건법은 동사의 과거 시제에 불변화사 러시아어: бы by[*]를 붙여 형성되며, 이 불변화사는 보통 동사 뒤에 온다. 예를 들어:
- 러시아어: Я хотел петь ja khotél pet'[*] ("나는 노래하고 싶었다")
- 러시아어: Я хотел бы петь ja khotél by pet'[*] ("나는 노래하고 싶을 것이다, 직역: 원했을 것이다")

이 형태는 때때로 가정법이라고도 불린다. 그 용법에 대한 더 자세한 정보는 러시아어 동사를 참조하라.

### 폴란드어
폴란드어 문법은 러시아어와 유사하게 조건법을 형성하며, 동사의 과거 시제와 함께 불변화사 by를 사용한다. 이는 후행 접어 불변화사로, 동사 뒤에 오기보다는 절의 첫 번째 강세 단어에 붙는 경우가 많다. 또한 과거 시제에 보통 붙는 인칭 어미(1인칭과 2인칭)를 취한다. 예를 들어:
- śpiewałem/śpiewałam ("나는 노래했다", 남성/여성)
- śpiewał(a)bym, 또는 ja bym śpiewał(a) ("나는 노래할 것이다")

이 접어는 접속사 뒤로 이동할 수 있다. 예를 들어:
- gdybym śpiewał ("만약 내가 노래했다면"), 여기서 조건 접속사 gdyby, jeśliby를 형성하는 것도 가능하다
- myślę, że by śpiewał ("나는 그가 노래할 것이라고 생각한다")

접어가 특정 접속사와 단일 동사를 형성하거나 종속절을 시작할 수 없다는 점에 유의해야 한다. 그렇게 하면 의미가 가정법으로 바뀔 수 있기 때문이다. 예를 들어,
- chcę, żeby śpiewał 또는 더 짧게 chcę, by śpiewał ("나는 그가 노래하기를 원한다")

또한 과거 조건법도 있는데, 이는 계사 동사 być의 과거 시제를 포함하며, był(a)bym śpiewał(a) ("나는 노래했을 것이다")와 같지만, 거의 사용되지 않는다.
자세한 내용은 폴란드어 동사를 참조하라.

## 우랄어족

### 헝가리어
헝가리어는 조건법을 표현하기 위한 표지를 사용한다. 이 표지는 네 가지 형태를 가진다: -na, -ne, -ná 및 -né. 현재 시제에서 표지는 동사 어간 바로 뒤에 오고 동사 인칭의 접미사 바로 앞에 온다. 예를 들어: '나는 앉을 것이다': ül (앉다) + ne + k (1인칭 나를 지칭) = ülnék. (헝가리어에서 단어가 모음으로 끝나고 접미사, 표지 또는 접미사가 끝에 추가될 때, 모음은 길어진다.) 가정법 문장을 만들 때, 조건법은 후건과 전건 모두에 사용된다:
- Elmennék Olaszországba, ha lenne elég pénzem. "나는 돈이 충분하다면 이탈리아에 갈 것이다."

헝가리어에서 과거 시제도 표지로 표현되지만, 두 개의 동사 표지가 연속해서 사용되지는 않는다. 따라서 조동사 volna는 과거에 조건법을 표현하는 데 사용된다. 단어 volna는 동사 van (있다)의 조건형이다. 과거의 표지는 -t/-tt이며, 현재의 조건법 표지와 정확히 같은 위치에 놓인다.
- Elmentem volna Olaszországba, ha lett volna elég pénzem. "나는 돈이 충분했다면 이탈리아에 갔을 것이다."

조건법으로 미래 행동을 표현하는 것은 현재와 정확히 같지만, 미래의 확정적이거나 불확정적인 시간을 나타내는 추가적인 단어가 자주 사용된다: majd (그때), holnap (내일) 등.
- Ha holnap ráérnék, megcsinálnám a házimat. "내일 시간이 있다면 숙제를 할 것이다."

조건법은 동사 어간에 붙는 가능 접미사(-hat/-het)와 함께 자주 사용되며, 따라서 둘은 종종 혼동된다.
- Megeheted az ebédem, ha akarod. "원한다면 내 점심을 먹어도 된다." (조건법 아님)
- Megehetnéd az ebédem, ha akarnád. "원한다면 내 점심을 먹을 수 있을 것이다." (가능 접미사와 함께 사용된 조건법)
- Megehetted volna az ebédem, ha akartad volna. "원했다면 내 점심을 먹을 수 있었을 것이다." (과거 가능 접미사와 함께 사용된 조건법)

### 핀란드어
핀란드어에서 조건법은 헝가리어처럼 후건과 전건 모두에 사용된다. 조건 표지 -isi-를 사용한다:
- Ostaisin talon, jos ansaitsisin paljon rahaa. "나는 돈을 많이 번다면 집을 살 것이다."

## 내용주
1. ↑  영어 조건문은 전건에서 과거시제 형태나 가정법을 사용하고, 후건에서 앞서 언급한 조건법을 사용한다. 이는 "If you loved me you would support me"라는 영어 문장에 잘 나타나 있다. 여기서 조건법 would support는 후건에 나타나며, 전건(조건절)은 대신 단순 과거형 loved를 사용한다. 그러나 모든 조건문이 조건법을 포함하는 것은 아니다. 예를 들어 "If I win, he will be disappointed"라는 문장에서는 조건적 상황이 미래시제 표지 will을 사용하여 표현된다.
2. ↑  영어의 이전 단계에서 남아있는 굴절적 조건법의 한 가지 예는 "if I were you" (if I would be you 대신)이다. 독일어: "wenn ich du wäre"와 비교하라.

## 더 읽을거리
- Aski, Janice M. 1996. "Lightening the Teacher's Load: Linguistic Analysis and Language Instruction". Italica 73(4): 473–492.
- Benveniste, E. 1968. "Mutations of linguistic categories". In Y. Malkiel and W.P. Lehmann (eds) Directions for historical linguistics, pp. 83–94. Austin and London: University of Texas Press.
- Joseph, Brian D. 1983. The synchrony and diachrony of the Balkan infinitive: a study in general, areal, and historical linguistics. Cambridge: Cambridge University Press. ISBN 0-521-27318-8.